# Premierzy Belize

## Lista premierów Belize

### Autonomia
| # | Imię i Nazwisko                | Portret | Kadencja        | Kadencja         | Partia polityczna | Partia polityczna |
| # | Imię i Nazwisko                | Portret | Od              | Do               | Partia polityczna | Partia polityczna |
| - | ------------------------------ | ------- | --------------- | ---------------- | ----------------- | ----------------- |
| 1 | George Cadle Price (1919–2011) |         | 7 kwietnia 1961 | 12 września 1981 |                   | PUP               |

### Niepodległe państwo
| #   | Imię i Nazwisko                 | Portret | Kadencja          | Kadencja          | Partia polityczna | Partia polityczna |
| #   | Imię i Nazwisko                 | Portret | Od                | Do                | Partia polityczna | Partia polityczna |
| --- | ------------------------------- | ------- | ----------------- | ----------------- | ----------------- | ----------------- |
| 1   | George Cadle Price (1919–2011)  |         | 12 września 1981  | 17 grudnia 1984   |                   | PUP               |
| 2   | Manuel Esquivel (1940–2022)     |         | 17 grudnia 1984   | 7 września 1989   |                   | UDP               |
| (1) | George Cadle Price (1919–2011)  |         | 7 września 1989   | 3 lipca 1993      |                   | PUP               |
| (2) | Manuel Esquivel (1940–2022)     |         | 3 lipca 1993      | 28 sierpnia 1998  |                   | UDP               |
| 3   | Said Musa (ur. 1944)            |         | 28 sierpnia 1998  | 8 lutego 2008     |                   | PUP               |
| 4   | Dean Barrow (ur. 1951)          |         | 8 lutego 2008     | 12 listopada 2020 |                   | UDP               |
| 5   | Juan Antonio Briceño (ur. 1960) |         | 12 listopada 2020 | nadal             |                   | PUP               |